# Akiruno, Tokyo
Akiruno (あきる野市 (Thu Lưu Dã thị) Akiruno-shi) là một thành phố thuộc Tōkyō, Nhật Bản.
Tính đến năm 2010, thành phố có dân số ước tính khoảng 80.648 và mật độ dân số 1,100 người/km². Tổng diện tích là 73,34 km².
Thành phố được thành lập vào ngày 1 tháng 9 năm 1995.

## Lịch sử
Thành phố được thành lập năm 1995 bởi sự hợp nhất thành phố Akigawa và thị trấn Itsukaichi.
Thành phố Akigawa được thành lập từ thị trấn Akita năm 1955 bởi sự hợp nhất Higashi-akiru, Nishi-akiru và Tasai, sau đó được đổi tên năm 1972.

## Giáo dục
Các trường tiểu học và trung học trong thành phố.
- Trung học Akirudai  Lưu trữ ngày 25 tháng 4 năm 2009 tại Wayback Machine
- Trung học Itsukaichi  Lưu trữ ngày 26 tháng 5 năm 2020 tại Wayback Machine